# Johann John (Theologe)
Johann John (* 22. September 1797 in Hamburg; † 15. Juli 1865 ebenda) war ein deutscher evangelischer Theologe und Geistlicher.

## Leben

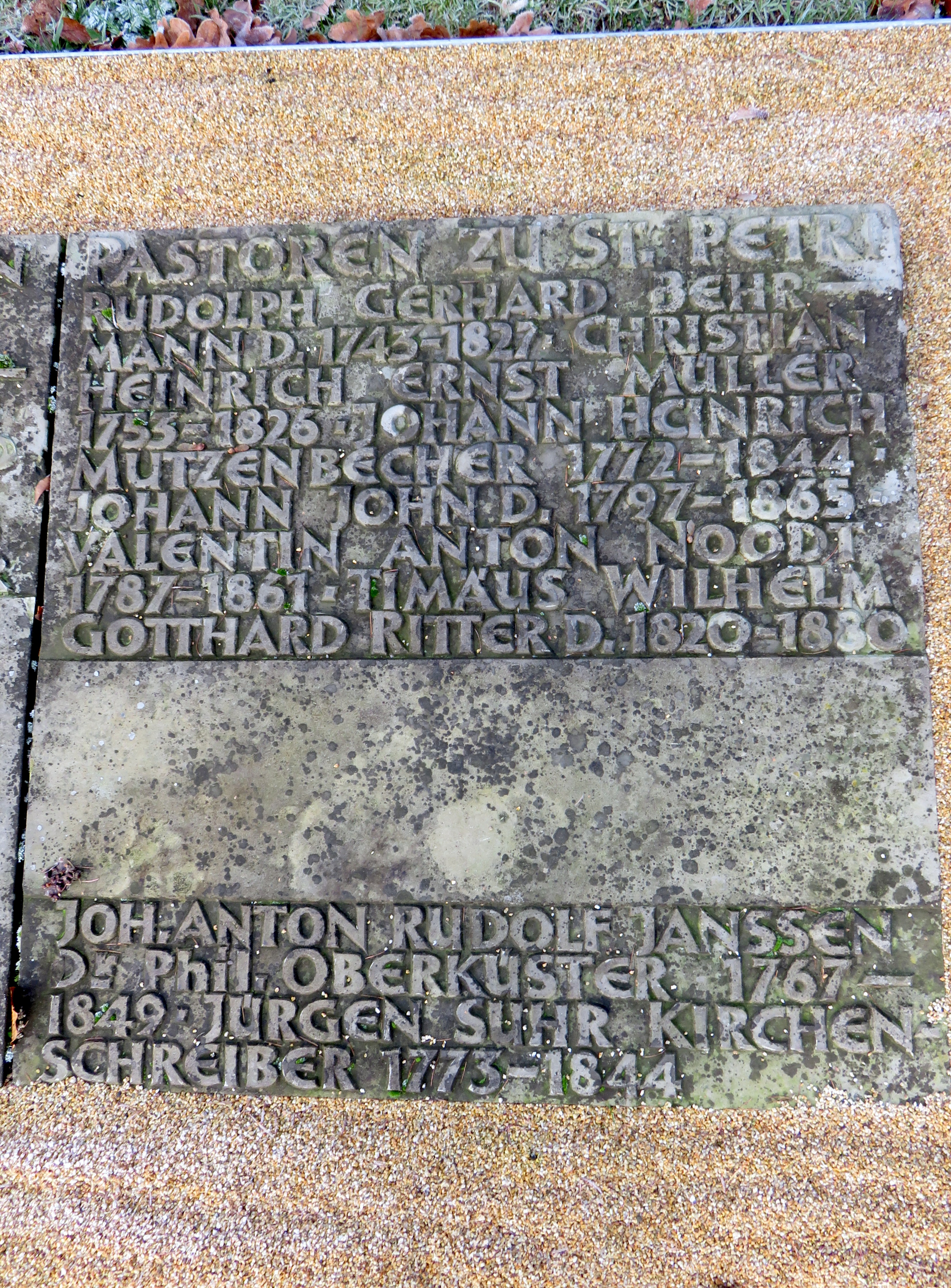
„Johann John D.“, Doppelsammelgrabplatte Hauptpastoren zu St. Petri / Pastoren zu St. Petri, Friedhof Ohlsdorf

John war der Sohn des Hamburger Predigers Johann John (1772–1813). Er erhielt zunächst Privatunterricht in Hamburg und ging anschließend an das Gymnasium in Stade. Das besuchte er bis zum Tod seines Vaters. Danach kehrte er nach Hamburg zurück und absolvierte die Gelehrtenschule des Johanneums. Dort traf er auf Otto Wolters, mit dem ihn eine lebenslange Freundschaft verband. Beide wechselten 1815 auf das Hamburger Akademische Gymnasium und ein Jahr später an die Universität Göttingen. 1817 setzten sie auf Johann Gottfried Gurlitts Rat an der Universität Leipzig das Studium fort. Wolters ging zwischenzeitlich weiter nach Jena, John verblieb dagegen in Leipzig. 1819 kehrten beide nach Hamburg zurück.
John sah sich jedoch noch nicht ausreichend auf den Predigerberuf vorbereitet. Er begab sich daher nochmals ein Jahr als Lehrer nach Oldesloe und setzte während dieser Zeit seine theologischen Studien fort. Zu Ostern 1820 kehrte er wieder nach Hamburg zurück und wurde am 10. November 1820 Predigerkandidat beim Hamburger Ministerium. Er verdingte sich in der Folgezeit als Prediger und Privatlehrer. Am 28. Januar 1827 wurde er zum Diakonus der Hauptkirche Sankt Petri gewählt und 6. März ordiniert. Die Wahl zum Hauptpastor schlug er 1834 aufgrund der Unvereinbarkeit mit der Vorbereitung der Konfirmanden aus.
John, der als beliebter Prediger galt, war an der Erarbeitung des zum 1. Januar 1843 eingeführten Gesangbuchs beteiligt. Zu seinem Amtsjubiläum bekam er von der Theologischen Fakultät der Göttinger Universität die Ehrendoktorwürde verliehen (Dr. theol. h.c.). In seinen letzten Lebensjahren war er schwer erkrankt, weshalb er seine Arbeit immer weiter einschränken musste.
An Johann John wird auf der Doppelsammelgrabplatte Hauptpastoren zu St. Petri / Pastoren zu St. Petri des Althamburgischen Gedächtnisfriedhofs, Friedhof Ohlsdorf, erinnert.

## Werke (Auswahl)
- Also hat Gott die Welt geliebt! Wörmers, Hamburg 1827.
- Des Christen Kampf und Krone, Wörmers, Hamburg 1828.
- Gebet des Herrn, erläutert in 9 Predigten, Hamburg 1831.
- Die heilige Advents- und Weihnachtszeit, Meißner, Hamburg 1842.